# Пингеречор
Пингеречор (рум. Pângărăcior) — село у повіті Нямц в Румунії. Входить до складу комуни Пингераць.
Село розташоване на відстані 279 км на північ від Бухареста, 12 км на захід від П'ятра-Нямца, 106 км на захід від Ясс.

## Населення
За даними перепису населення 2002 року у селі проживали 1452 особи, усі — румуни. Усі жителі села рідною мовою назвали румунську.